# 포르글로드구

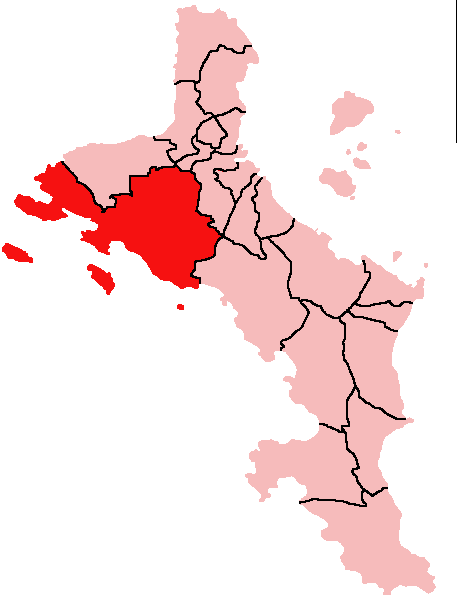
포르글로드구의 위치

포르글로드구(프랑스어: Port Glaud)는 세이셸을 구성하는 25개 구 가운데 하나로 마에섬에 위치한다. 면적은 28.7km2, 인구는 2,174명(2002년 기준)이다.